# The Serpent's Egg (álbum)
The Serpent's Egg é o quarto álbum de estúdio da banda Dead Can Dance, lançado em Outubro de 1988. Contém a faixa "The Host of Seraphim", que viria mais tarde a ser usada no filme Baraka, e as faixas "Echolalia" e "Mother Tongue", que o grupo viria a interpretar na cerimónia de abertura dos Jogos Olímpicos de Inverno de 1992, em Albertville, França.
Este álbum foi o último produzido antes do final da relação amorosa entre Gerrard e Perry. Muitas das faixas foram gravadas num apartamento na Ilha de Dogs, em Londres.

## Faixas
1. "The Host of Seraphim" (Gerrard/Perry) – 6:18
2. "Orbis de Ignis" (Gerrard/Perry) – 1:35
3. "Severance" (Gerrard/Perry) – 3:22
4. "The Writing on My Father's Hand" (Gerrard/Perry) – 3:50
5. "In the Kingdom of the Blind the One-Eyed Are Kings" (Gerrard/Perry) – 4:12
6. "Chant of the Paladin" (Gerrard/Perry) – 3:48
7. "Song of Sophia" (Gerrard/Perry) – 1:24
8. "Echolalia" (Gerrard/Perry) – 1:17
9. "Mother Tongue" (Gerrard/Perry) – 5:16
10. "Ullyses" (Gerrard/Perry) – 5:09

## Formação
- Lisa Gerrard - vocais
- Brendan Perry - vocais, hurdy gurdy
- Andrew Beesley - viola
- Sarah Buckley - viola
- Tony Gamage - violoncelo
- Alison Harling - violino
- Rebecca Jackson - violino
- David Navarro Sust - vocais

## Créditos
- John Rivers - co-produção (faixas 1, 2, 7 e 10)